# Malayotyphlops collaris
Espèce
Synonymes
- Typhlops collaris Wynn & Leviton, 1993

Statut de conservation UICN

 DD  : Données insuffisantes
Malayotyphlops collaris est une espèce de serpents de la famille des Typhlopidae. 

## Répartition
Cette espèce est endémique de l'île de Luçon aux Philippines. Elle se rencontre sur le mont Anuling.

## Description
L'holotype de Malayotyphlops castanotus, un mâle adulte, mesure 226 mm dont 4 mm pour la queue. Cette espèce présente un collier clair et une pigmentation peu foncée.

## Étymologie
Son nom d'espèce, du latin collare, « collier »,, lui a été donné en référence à sa livrée.

## Publication originale
- Wynn & Leviton, 1993 : Two new species of blind snake, genus Typhlops (Reptilia: Squamata: Typhlopidae), from the Philippine Archipelago. Proceedings of the Biological Society of Washington, vol. 106, no 1, p. 34-45 (texte intégral).